# سیارک ۸۰۷۹
سیارک ۸۰۷۹ (به انگلیسی: 8079 Bernardlovell، نامگذاری:1986XF1) هشت هزار و هفتاد و نهمین سیارک کشف شده‌است که در ۴ دسامبر ۱۹۸۶ کشف شد.
قدر مطلق سیارک برابر ۱۴٫۰۰ است.